# Andrej Wilhelms
Andrej Wilhelms (* 1984 in Hannover) ist ein deutscher Maler.

## Werdegang
Er studierte von 2005 bis 2007 an der Bauhaus-Universität Weimar und von 2007 bis 2011 an der Kunstakademie Münster bei Cornelius Völker. 2011 war er Meisterschüler von Völker.
Wilhelms ist ein Maler der unbestimmten Gegenständlichkeit.
„Gegenständlich ist diese Malerei, weil sie Bezüge zur äußeren Wirklichkeit hat. Er zeigt Dinge, die in unserer Alltagswelt bereits sichtbar geworden sind oder – so muss man vorsichtigerweise sagen – die dort zumindest vorstellbar wären. Denn so, wie der Maler die Dinge zeigt, sind sie eben nicht vorzufinden. Deshalb kann man diese Gegenständlichkeit unbestimmt nennen. Es gibt keine Namen für die Dinge, die der Künstler im Bilde zeigt.“
Andrej Wilhelms lebt und arbeitet in Hannover und Düsseldorf.

## Preise / Stipendien / Sammlung
- 2016 Förderpreis Die GROSSE NRW Kunstausstellung Düsseldorf
- 2011 Sammlung Kunst aus NRW
- 2011 Sammlung der Bayer AG
- 2010 Förderpreis der Kunstakademie Münster
- 2010 Atelierstipendium der Kunstakademie Münster